# Joanna Napieralska
Joanna Napieralska (ur. 29 stycznia 1962 w Szczecinie) – polska operator dźwięku.
Dwukrotna laureatka Nagrody za Dźwięk na Festiwalu Polskich Filmów Fabularnych w Gdyni oraz laureatka Polskiej Nagrody Filmowej, Orzeł w kategorii Najlepszy Dźwięk. Wykładowczyni na Wydziale Reżyserii Dźwięku Uniwersytetu Muzycznego Fryderyka Chopina w Warszawie - profesor tytularny (2018). Członkini Polskiej Akademii Filmowej i Europejskiej Akademii Filmowej.

## Wybrana filmografia
jako operator dźwięku:
- Penelopy (1988)
- Ucieczka z kina „Wolność” (1990)
- Weiser (2000)
- Różyczka (2010)
- W ukryciu (2013)

## Wybrane nagrody i nominacje
- 2001 – Nagroda za dźwięk w filmie Weiser na Festiwalu Polskich Filmów Fabularnych w Gdyni
- 2002 – Polska Nagroda Filmowa, Orzeł za dźwięk w filmie Weiser
- 2010 – Nagroda za dźwięk w filmie Różyczka na Festiwalu Polskich Filmów Fabularnych w Gdyni
- 2011 – nominacja do Polskiej Nagrody Filmowej, Orzeł za dźwięk w filmie Różyczka
- 2021 – nominacja do Polskiej Nagrody Filmowej, Orzeł za dźwięk w filmie Catalina